# Сегал, Миша
Миша Сегал (также Сигал, род. 1943, Хайфа) — современный израильский композитор, автор текстов песен и музыки к фильмам, живущий в США. Известен в основном своей работой в кинематографе.

## Биография
Родился в г. Хайфа. С детства познакомился с джазом, с которым его познакомил отец, рефери в боксе и энтузиаст джаза, лично знакомый с Луи Армстронгом. Вырос в Тель-Авиве. После окончания обязательной воинской службы решил заняться музыкальной карьерой. Изучал в Тель-Авивском университете музыку у таких композиторов, как Пауль Бен-Хаим, Ноам Шерифф (en:Noam Sheriff) и Исаак Садаи, а также киноискусство и философию. Затем проходил практику под руководством Дитера Шёнбахера в Германии, изучал композицию и дирижирование в Гилдхоллской школе музыки и театра в Лондоне, и наконец, окончил Музыкальный колледж Беркли в Бостоне.
С самого начала на него оказали большое влияние джаз, а также Элтон Джон и The Beatles. В конце 1960-х он аранжировал для израильской эстрады многие известные западные произведения, а также сам создал немало израильских хитов и классических произведений, исполнявшихся Израильским филармоническим оркестром и Израильским камерным ансамблем — весь этот успех пришёл к нему в юном возрасте.
Переехав в Нью-Йорк, Миша Сегал осуществил успешную музыкальную карьеру. Он сочинял мелодии, дирижировал оркестром и продюсировал таких артистов, как Лютер Вандросс, Мейнард Фергюсон, Нэнси Уилсон (en:Nancy Wilson (jazz singer)), Филлис Хаймэн и Дейв Грузин.
Затем Сегал переехал в Лос-Анджелес, где подписал контракт со студией Motown Records в качестве композитора и автора песен для известных актёров. Песня из фильма Удар дракона под названием «Впервые на обзорном колесе» стала одной из популярных американских свадебных песен.
Сегал — автор мелодий к ряду известных фильмов, в том числе арии «Твои глаза видят лишь мою тень» («Ликующий Дон Жуан») из фильма «Призрак оперы» (1989), музыки к фильму «Новые приключения Пеппи Длинныйчулок». За киномузыку получил премию «Эмми».
Как общественный активист, Сегал был одним из организаторов и ключевых исполнителей музыкального марафона для сбора средств на борьбу с раком лёгких.